# ビル・トーマス (衣裳デザイナー)
ビル・トーマス（Bill Thomas, 1921年10月13日 - 2000年5月30日）は、アメリカ合衆国の衣裳デザイナーである。生涯で180作品以上にクレジットされている。アカデミー賞衣裳デザイン賞には10度ノミネートされ、『スパルタカス』で受賞を果たした。
没後の2006年に衣裳デザイナー組合賞のホール・オブ・フェームが授与された。

## 受賞とノミネート
| 賞           | 年   | 部門                    | 作品名               | 結果       |
| ------------ | ---- | ----------------------- | -------------------- | ---------- |
| アカデミー賞 | 1960 | 衣裳デザイン賞 (白黒)   | 賭場荒し             | ノミネート |
| アカデミー賞 | 1960 | 衣裳デザイン賞 (カラー) | スパルタカス         | 受賞       |
| アカデミー賞 | 1961 | 衣裳デザイン賞 (カラー) | おもちゃの王国       | ノミネート |
| アカデミー賞 | 1962 | 衣裳デザイン賞 (カラー) | パリよ、こんにちは!  | ノミネート |
| アカデミー賞 | 1963 | 衣裳デザイン賞 (白黒)   | 欲望の家             | ノミネート |
| アカデミー賞 | 1965 | 衣裳デザイン賞 (白黒)   | 愚か者の船           | ノミネート |
| アカデミー賞 | 1965 | 衣裳デザイン賞 (カラー) | サンセット物語       | ノミネート |
| アカデミー賞 | 1967 | 衣裳デザイン賞          | 最高にしあわせ       | ノミネート |
| アカデミー賞 | 1970 | 衣裳デザイン賞          | 大洋のかなたに       | ノミネート |
| アカデミー賞 | 1971 | 衣裳デザイン賞          | ベッドかざりとほうき | ノミネート |